# Ferrovia del Brocken
La ferrovia del Brocken (in tedesco Brockenbahn) è una linea ferroviaria tedesca a scartamento ridotto, ad uso esclusivamente turistico, che dalla località di Drei Annen Hohne raggiunge la vetta del monte Brocken al capolinea della stazione del Brocken, in tedesco Brockenbahnhof.

## Caratteristiche

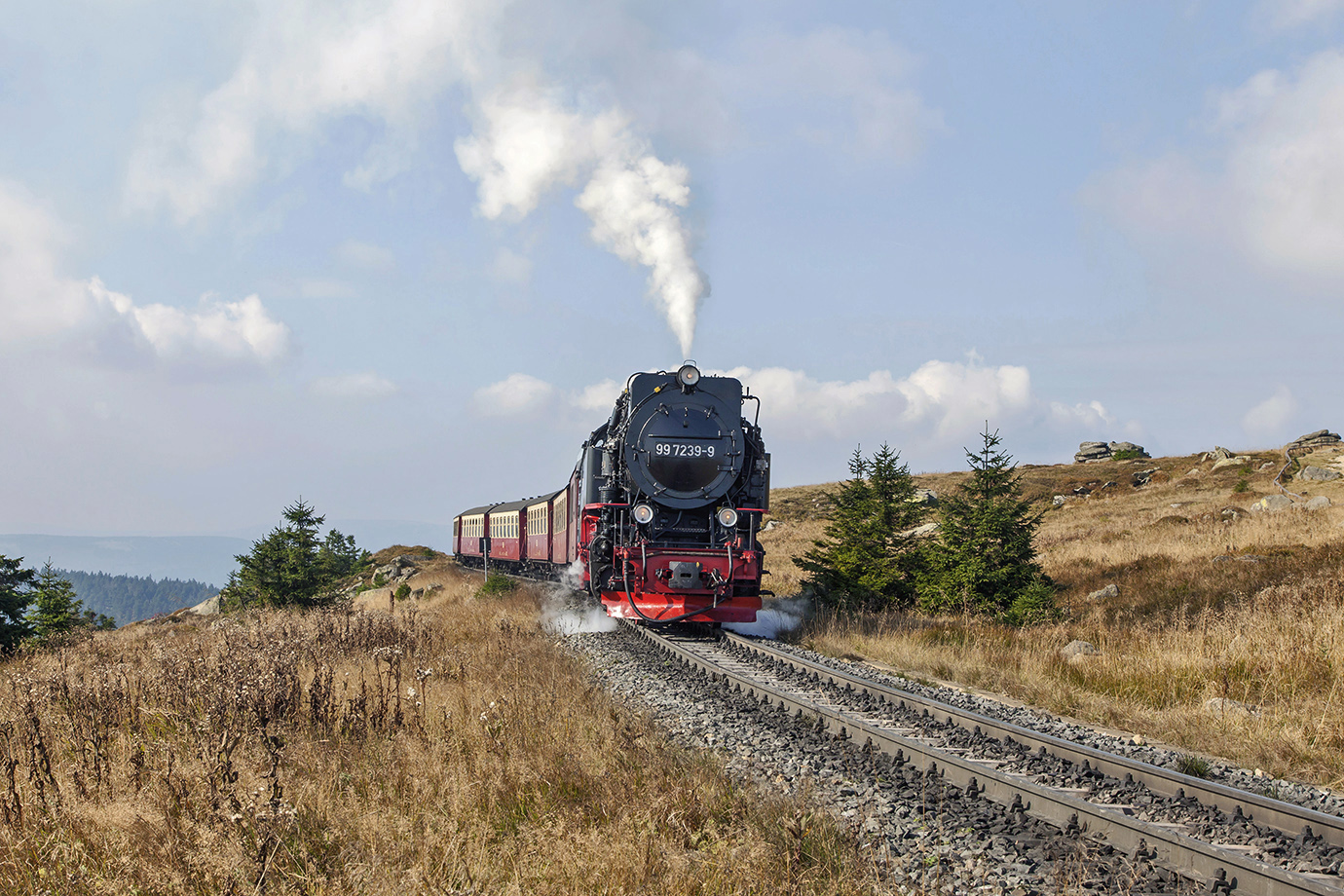
La locomotiva in cima alla vetta del Brocken

### Percorso
| Continuation backward | Unknown route-map component "exSTR+l" | Unknown route-map component "exCONTfq" |

| Station on track | Unknown route-map component "exKBHFe" |  |

| Unknown route-map component "ABZgl" | Unknown route-map component "CONTfq" |  |

| Station on track |

| Non-passenger station/depot on track |

| End station |

La ferrovia Brocken lascia la stazione Drei Annen Hohne (542 m. s.l.d.m.), come la ferrovia Harz in direzione sud-ovest. Prima di lasciare la stazione, attraversare la strada da Schierke a Elend ed entrare nel Parco Nazionale dell'Harz. Proseguire verso ovest fino alla stazione di Schierke (688 m). La linea corre per una certa distanza attraverso la valle del fiume Kalte Bode, che si trova a sud e ben al di sotto della linea. Poi, a 971 metri di altitudine, il rilievo del Wurmberg appare a sinistra e il treno attraversa per la prima volta il sentiero Brocken.
Dopo una brusca svolta a sinistra prima del ponte Eckerlock e un'altra svolta a destra, la linea raggiunge la stazione Goetheweg (956 metri), utilizzata solo come deposito locomotive. La linea prosegue poi verso il Brocken, compiendo una spirale e mezza, durante la quale incrocia nuovamente il sentiero del Brocken e termina infine dopo 18,9 km alla stazione di Brocken a 1125 metri sul livello del mare.

## Storia
Già nel 1869 c'era un progetto per la costruzione di una ferrovia per il Brocken, ma fu rifiutato. Tuttavia, una nuova presentazione nel 1895 riuscì e, il 30 maggio 1896, il permesso di costruzione fu rilasciato dopo che il principe Otto di Stolberg-Wernigerode aveva assegnato il terreno necessario. La prima tratta della ferrovia Brocken, da Drei Annen Hohne a Schierke, fu aperta il 20 giugno 1898 e i lavori di costruzione per la restante sezione fino al Brocken iniziarono il 4 ottobre 1898. Inizialmente i servizi per il Brocken funzionavano solo dal 30 aprile al 15 ottobre; durante l'inverno i treni facevano capolinea alla stazione di Schierke. Alla fine della seconda guerra mondiale si verificarono notevoli danni alla pista, principalmente a causa di bombe e proiettili di artiglieria, nel corso dei combattimenti nello Harz, che era stata dichiarata fortezza. La sezione per il Brocken fu riaperta, quindi, solo nel 1949.
L'operatore della ferrovia Brocken fino al 5 agosto 1948 era la compagnia dei treni Nordhausen-Wernigerode Eisenbahn Gesellschaft (NWE), dopo di che apparteneva all'Associazione delle società di proprietà pubblica (VVB), parte dei servizi di trasporto della Sassonia-Anhalt, e, dall'11 aprile 1949 alla Deutsche Reichsbahn nella Germania dell'Est. Solo dopo i campionati tedeschi di sport invernali del 1950, che si svolsero a Schierke, i treni invernali raggiunsero la vetta del Brocken. Per i campionati è stata costruita anche una stazione ferroviaria a Eckerloch, che è stata nuovamente chiusa al termine. La posizione dei vecchi binari di raccordo alla stazione di Eckerloch è ancora facilmente visibile.
I treni merci hanno continuato a far funzionare la ferrovia di Brocken fino al 1987, sebbene dalla costruzione del muro di Berlino il 13 agosto 1961 il Brocken e la sua stazione facessero parte dell'area vietata e quindi non accessibili al pubblico. Fino a quel momento i treni trasportavano carbone, petrolio e materiali da costruzione su per la montagna per le truppe di frontiera della Germania dell'Est e i soldati sovietici che erano di stanza lì.
I servizi passeggeri sulla ferrovia Brocken hanno continuato a funzionare da Drei Annen Hohne a Schierke; di solito circolavano solo due coppie di treni passeggeri al giorno; tuttavia potevano essere utilizzati solo con un pass speciale, perché Schierke si trovava nella zona di confine con la Germania dell'Ovest.
Dopo la riunificazione tedesca, la prosecuzione del funzionamento della ferrovia Brocken fu inizialmente messa in discussione, tuttavia gli sforzi congiunti degli appassionati di ferrovie e dei politici sotto il controllo generale dell'allora ministro dell'Economia, Horst Rehberger, contribuirono a dare alla ferrovia Brocken una seconda possibilità. Anche le forze armate tedesche (Bundeswehr) furono coinvolte, perché la ferrovia di Brocken era necessaria per trasportare via le strutture militari obsolete sul Brocken. Il 15 settembre 1991, dopo la ristrutturazione, la ferrovia del Brocken è stata aperta al pubblico con due treni a vapore. I treni erano guidati dalla locomotiva n. 99 5903, una locomotiva Mallet, acquistata dalla NWE nel 1897/98, e la locomotiva n. 99 6001, prototipo sviluppato nel 1939 dalla ditta Krupp.
Dalla privatizzazione delle linee a scartamento ridotto nell'Harz nel 1993, la ferrovia Brocken è gestita dalla compagnia privata ferroviaria Harzer Schmalspurenbahn (HSB).
I treni a vapore della ferrovia Brocken sono diventati popolari tra migliaia di turisti ogni anno, offrendo un comodo accesso alla cima del Brocken.

## Galleria d'immagini

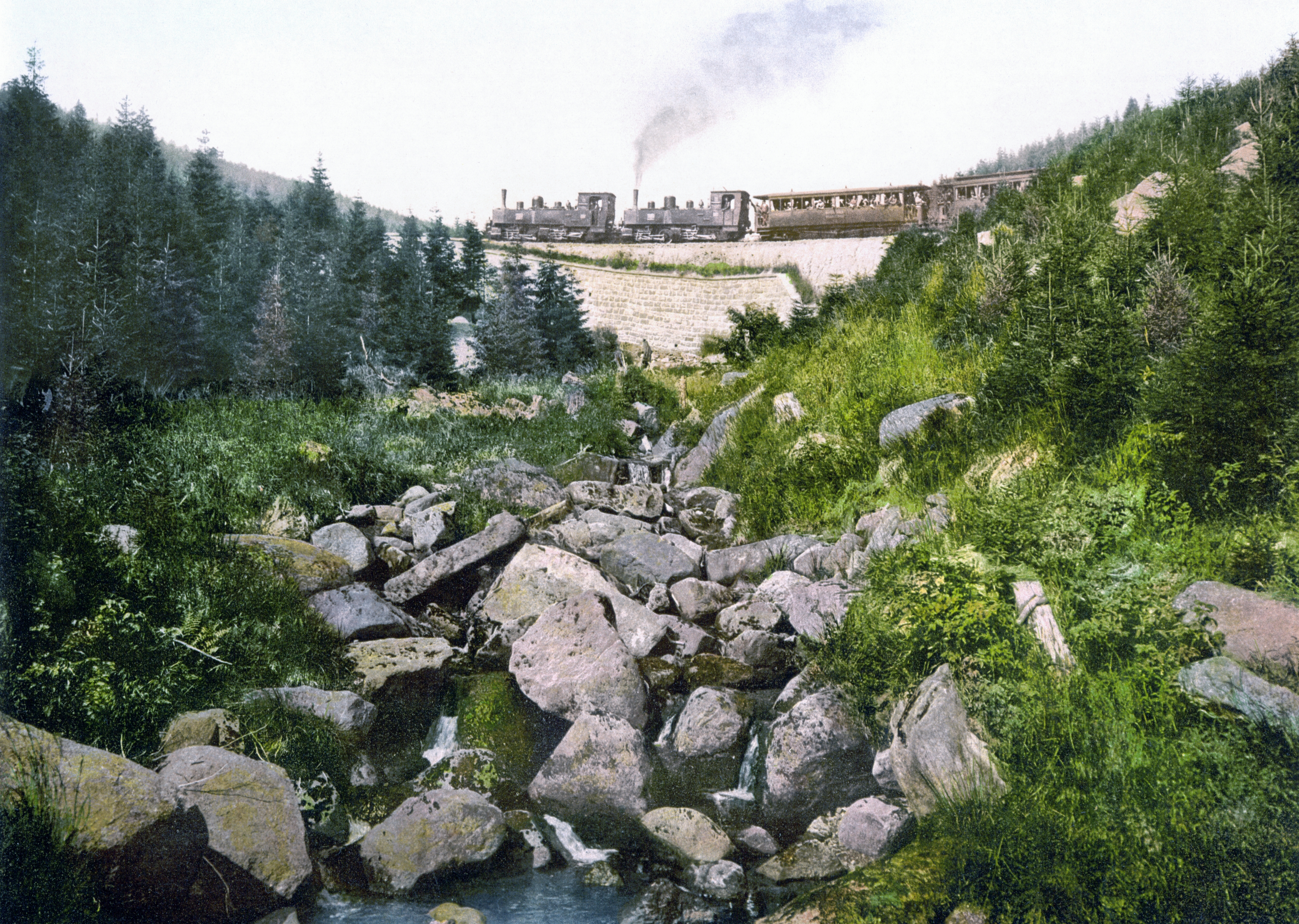
La ferrovia del Brocken nel 1900
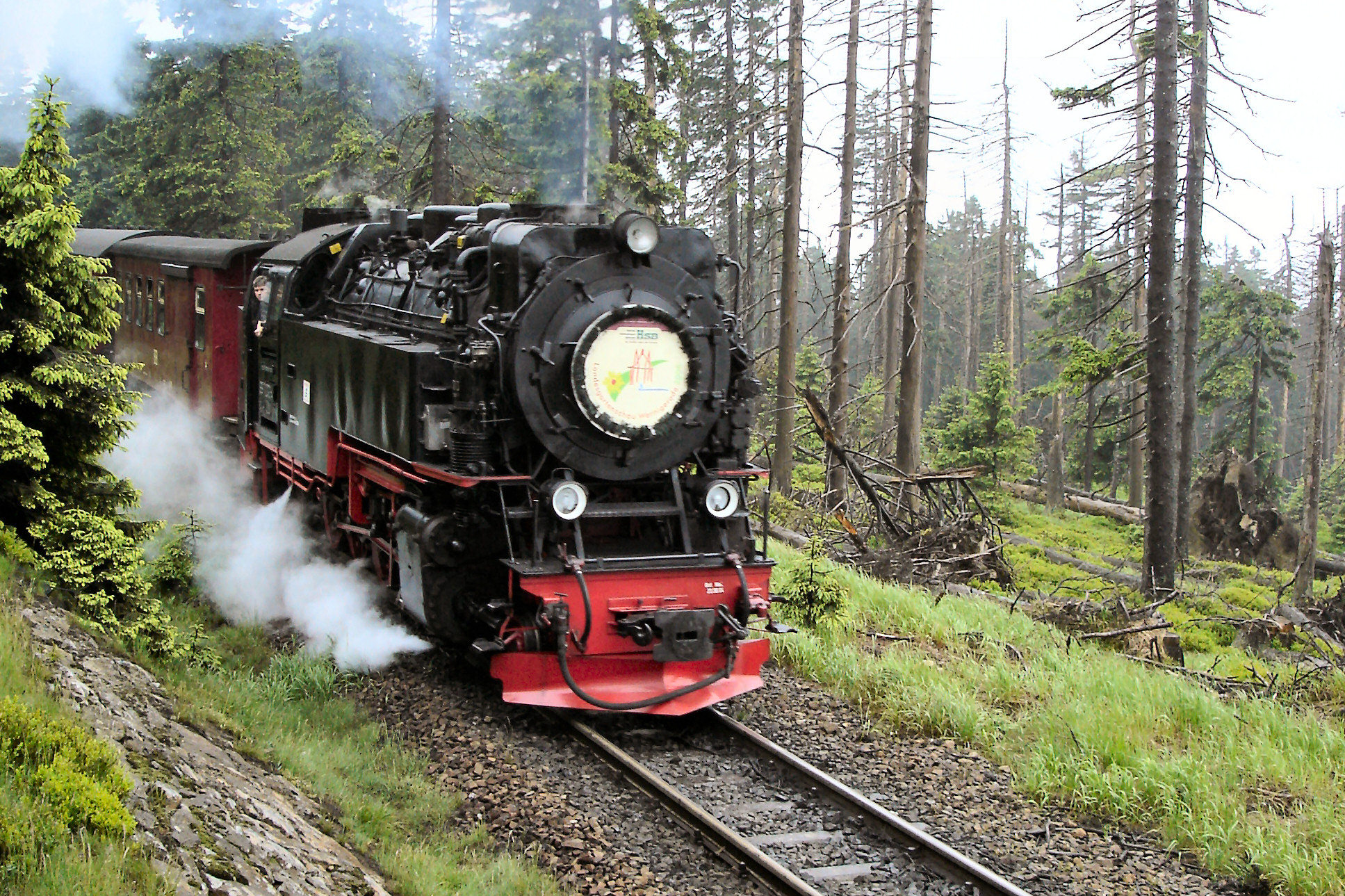
Sul Brocken
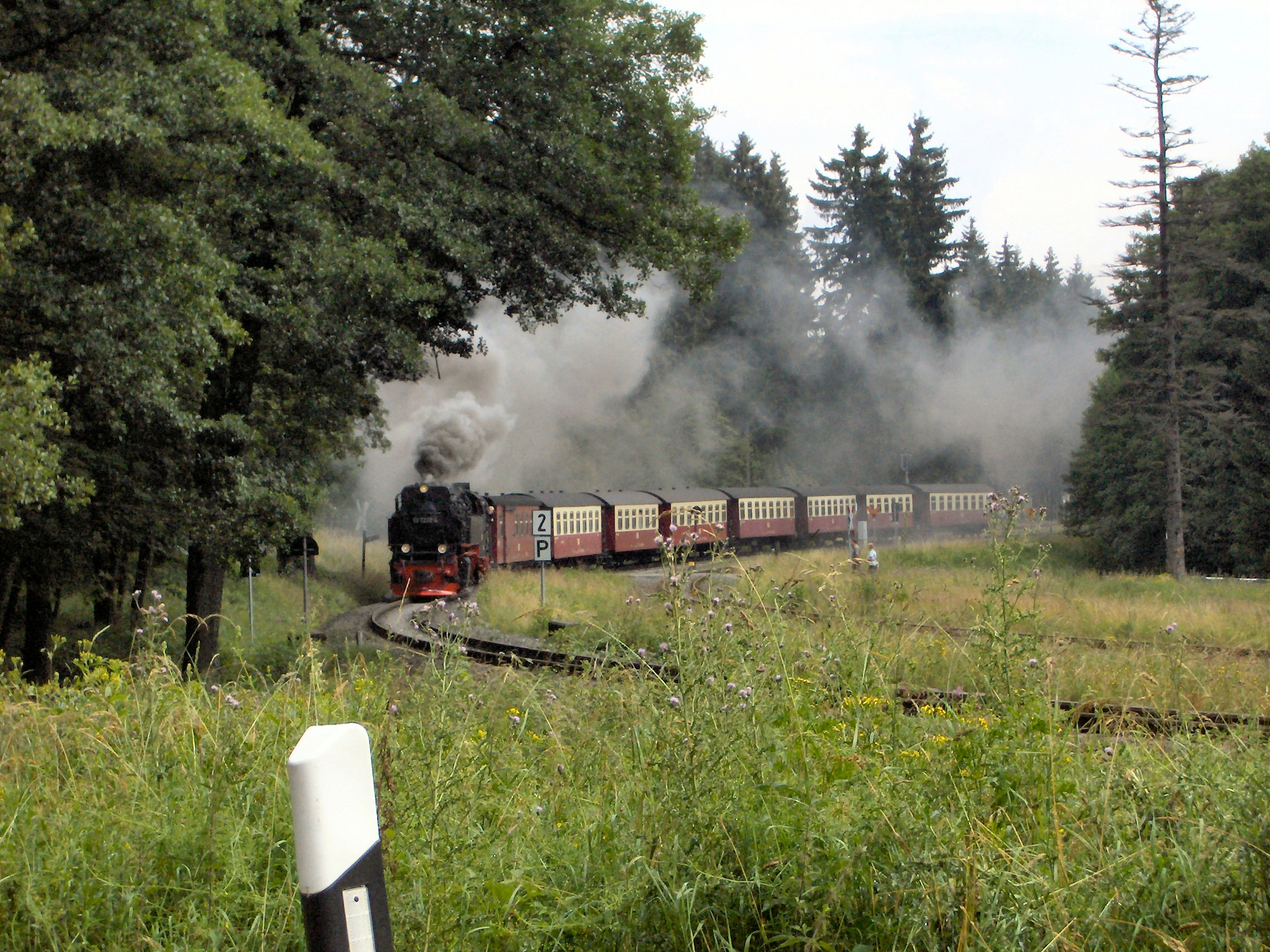
Stazione Drei Annen Hohne
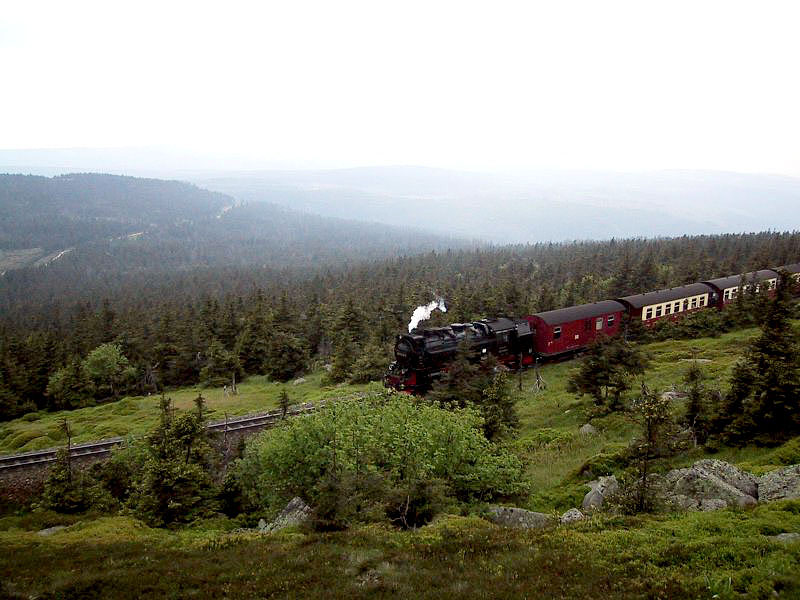
Stazione del Brocken sotto il rilievo del Brocken